# Joost Vanmeerhaeghe
Joost Vanmeerhaeghe (Oudenaarde, 2 juni 1979) is een voormalig Belgisch wielrenner.

## Resultaten

#### 1995
- BK op de weg (nieuwelingen)

#### 1999
- 23e BK op de weg (beloften)
- 30e Ronde van Vlaanderen (U23)

#### 2000
- 41e Parijs-Roubaix (beloften)
- 27e Luik-Bastenaken-Luik (U23)
- Provinciaal kampioenschap Oost-Vlaanderen op de weg (U23)

#### 2001
- 81e Hasselt-Spa-Hasselt (elite)
- 27e Ronde van Vlaanderen (U23)
- 13e La Côte Picarde (elite)
- 14e Vlaamse Pijl (elite)
- 4e etappe Ronde van Namen (elite)
- 5e 1e etappe Ronde van Zuid-Oost Vlaanderen (elite)
- 34e 2e etappe Ronde van Zuid-Oost Vlaanderen (elite)
- 20e 3e etappe Ronde van Zuid-Oost Vlaanderen (elite)
- 13e eindklassement Ronde van Zuid-Oost Vlaanderen (elite)

#### 2002
- 21e Vlaamse Pijl (elite)
- Liedekerkse Pijl (elite)

## Trivia
- Na zijn carrière als wielrenner werd hij vertegenwoordiger voor onder andere Codagex[1] en Merida[2].
- In 2019 nam Vanmeerhaeghe deel aan het televisieprogramma Switch.[3]